# Trie

Trie, der die Zeichenketten Java, Rad, Rand, Rau, Raum und Rose speichert

Ein Trie ([ˈtriː] oder ['traɪ]) oder Präfixbaum ist eine Datenstruktur, die in der Informatik zum Suchen nach Zeichenketten verwendet wird. Es handelt sich dabei um einen speziellen Suchbaum zur gleichzeitigen Speicherung mehrerer Zeichenketten. Dabei beinhalten Tries eine Art der Datenkompression, da gemeinsame Präfixe der Zeichenketten nur einmal gespeichert werden. 
Ein Trie wird über eine Menge von beliebigen Zeichenketten aufgebaut. Jede ausgehende Kante eines Knotens innerhalb eines Tries ist mit einem einzelnen Zeichen versehen, sodass ein Pfad beginnend bei der Wurzel bis zu einem Blatt im Trie eine der Zeichenketten darstellt, aus denen der Baum konstruiert worden ist.
Tries finden ihre Anwendung im Bereich des Information Retrieval. Dort werden sie zur Indexierung von Texten verwendet, um effizient bestimmte Anfragen an den Text zu beantworten. 
Kompakte Tries oder auch Patricia-Tries (eine spezielle Variante von kompakten Tries) sind im Bezug auf Speicherplatzverbrauch optimierte Varianten des Tries. Hier werden alle Knoten, von denen nur eine Kante ausgeht, mit ihrem jeweiligen Nachfolger zusammengefasst.
Der Ausdruck Trie wurde von Edward Fredkin in Anlehnung an den Begriff Information Retrieval vorgeschlagen. Dieser Autor spricht ihn wie den englischen Begriff tree ['triː] aus. Eine andere übliche Aussprache ist wie der englische Begriff try ['traɪ], wodurch der Trie verbal von der Datenstruktur  Tree unterschieden wird. Diese zweite Variante hat sich mittlerweile durchgesetzt.

## Definition
Sei {\displaystyle S=\{S_{1},\dots ,S_{k}\}} eine Menge von {\displaystyle k} Zeichenketten über dem Alphabet {\displaystyle \Sigma } mit der Größe {\displaystyle \sigma } = {\displaystyle |\Sigma |}. Ein Trie über {\displaystyle S} ist ein Baum der Form {\displaystyle T=(V,E)}, wobei {\displaystyle V} die Menge der Knoten und {\displaystyle E} die Menge der Kanten ist, der die folgenden Eigenschaften besitzt:
- {\displaystyle \forall e\in E\colon e} besitzt ein Label aus dem Alphabet {\displaystyle \Sigma },
- {\displaystyle \forall v\in V\colon } alle ausgehenden Kanten des Knotens {\displaystyle v} besitzen ein unterschiedliches Label {\displaystyle a\in \Sigma },
- {\displaystyle \forall S_{i}\in S\colon } es gibt einen Knoten {\displaystyle v}, sodass {\displaystyle S_{i}} ein Präfix der Konkatenation der Labels des Pfades beginnend bei der Wurzel bis zum Knoten {\displaystyle v} ist (diese Knoten werden im Trie besonders ausgezeichnet, z. B. durch Setzen eines Bits),
- {\displaystyle \forall } Blätter {\displaystyle b\in V\colon } es gibt eine Zeichenkette {\displaystyle S_{i}\in S}, sodass der Pfad von der Wurzel zum Blatt {\displaystyle b} genau {\displaystyle S_{i}} buchstabiert.

Ein Beispiel für einen Trie über {\displaystyle S} = {„Java“, „Rad“, „Rand“, „Rau“, „Raum“, „Rose“} ist dem Bild zu entnehmen, wobei die doppelt umrandeten Knoten die Zeichenketten aus {\displaystyle S} darstellen. Man beachte insbesondere, dass das Wort „Rau“ Präfix des Wortes „Raum“ ist, d. h. eine Zeichenkette aus {\displaystyle S} kann Präfix einer anderen sein.

## Anwendungen
Mit Hilfe von Tries können unterschiedliche Anfragen an eine gegebene Menge verschiedener Zeichenketten {\displaystyle S} gestellt werden. Beispielhafte Anfragen könnten sein:
- Existenzanfragen der Art „Enthält {\displaystyle S} das Muster {\displaystyle M}?“
- Präfixanfragen der Art „Welche Zeichenketten in {\displaystyle S} beginnen mit dem Muster {\displaystyle M}?“
- Nachfolger- und Vorgängeranfragen wie „Welche Zeichenketten in {\displaystyle S} sind lexikographische Nachfolger bzw. Vorgänger des Musters {\displaystyle M}?“

Eine mögliche Verwendung von Tries könnte beispielsweise die Realisierung von Suchanfragen innerhalb einer Kontakte- bzw. Telefonbuch-App für Smartphones sein. Mit Hilfe des Tries kann eine Personensuche nach Namen erfolgen (Existenzanfragen). Ebenso können bei Eingabe eines Namens bereits Kontakte angezeigt werden, deren Namen mit den bisher eingegebenen Buchstaben beginnen (Präfixanfragen). Des Weiteren können Kontakte gefunden werden, die im Telefonbuch hinter bzw. vor der angefragten Person stehen (Nachfolger- und Vorgängeranfragen).

## Implementierungsarten
Zur Beantwortung von Anfragen an den Trie wird nach dem Top-Down-Prinzip, beginnend bei der Wurzel, ein Pfad zu einem Knoten gesucht, der dem angefragten Muster {\displaystyle M} entspricht. Die Laufzeiten, in der diese Anfragen durchgeführt werden können, sowie der Platzbedarf des Tries hängen somit stark davon ab, wie die Speicherung der ausgehenden Kanten implementiert ist. Im Folgenden werden einige der möglichen Implementierungsarten vorgestellt:
1. Eine einfache Variante ist die Speicherung aller ausgehenden Kanten pro Knoten in einer Liste. Dies resultiert in einer Laufzeit von {\displaystyle O(|M|\cdot |\Sigma |)}. Der Platzbedarf dieser Lösung beträgt {\displaystyle O(n)}, wobei {\displaystyle n=\sum _{i=1}^{k}|s_{i}|} die Gesamtlänge aller Strings in {\displaystyle S} bezeichnet.
2. In der nächsten Variante werden die ausgehenden Kanten, anstatt in einer  Liste, in einem sortierten Array für jeden Knoten vorgehalten. Durch Verwendung der  binären Suche zum Auffinden der Nachfolgerkante wird hierbei eine Laufzeit von {\displaystyle O(|M|\cdot \log |\Sigma |)} erreicht. Der Platzbedarf entspricht dem von Variante 1 und beträgt somit {\displaystyle O(n)}.
3. Pro Knoten werden die ausgehenden Kanten in einem Array der Größe {\displaystyle |\Sigma |} abgelegt. Dadurch wird eine Laufzeit von {\displaystyle O(|M|)} erreicht. Hierbei wächst jedoch der Platzbedarf des Tries auf {\displaystyle O(|\Sigma |\cdot n)}.
4. Zur Speicherung der ausgehenden Kanten wird eine Hashtabelle verwendet. Diese kann pro Knoten oder global für den gesamten Trie angelegt werden. Mit beiden Varianten wird eine erwartete Laufzeit von {\displaystyle O(|M|)} erreicht. Der Nachteil dieser Variante ist allerdings, dass hiermit keine Vorgänger- bzw. Nachfolgeranfragen beantwortet werden können (da Hashtabellen per se unsortiert sind). Diese Variante erreicht einen Platzbedarf von {\displaystyle O(n)}.

### Vergleich der Laufzeit und des Platzbedarfs
| Variante | Laufzeit                                       | Platzbedarf                           |
| -------- | ---------------------------------------------- | ------------------------------------- |
| 1.       | {\displaystyle O(\|M\|\cdot \|\Sigma \|)}      | {\displaystyle O(n)}                  |
| 2.       | {\displaystyle O(\|M\|\cdot \log \|\Sigma \|)} | {\displaystyle O(n)}                  |
| 3.       | {\displaystyle O(\|M\|)}                       | {\displaystyle O(\|\Sigma \|\cdot n)} |
| 4.       | erwartet {\displaystyle O(\|M\|)}              | {\displaystyle O(n)}                  |